# アミル・ムカデミ
アミル・ムカデミ（Emir Mkademi、1978年8月20日 - ）は、チュニジアの元サッカー選手。元チュニジア代表。ポジションはディフェンダー。

## 来歴
2000年にチュニジア代表デビュー。アフリカネイションズカップ2002では2試合に出場、また、2002 FIFAワールドカップのメンバーにも選ばれた。チュニジア代表で通算11試合に出場した。

## 代表歴

### 出場大会
- チュニジア代表
  - 2002 FIFAワールドカップ

### 試合数
- 国際Aマッチ 11試合 0得点（2000年-2002年）[1]

| チュニジア代表 | 国際Aマッチ | 国際Aマッチ |
| 年             | 出場        | 得点        |
| -------------- | ----------- | ----------- |
| 2000           | 3           | 0           |
| 2001           | 2           | 0           |
| 2002           | 6           | 0           |
| 通算           | 11          | 0           |